# Рич-Гілл (Міссурі)
Рич-Гілл (англ. Rich Hill) — місто (англ. city) в США, в окрузі Бейтс штату Міссурі. Населення — 1232 особи (2020).

## Географія
Рич-Гілл розташований за координатами 38°5′45″ пн. ш. 94°21′48″ зх. д. / 38.09583° пн. ш. 94.36333° зх. д. (38.095871, -94.363462).  За даними Бюро перепису населення США в 2010 році місто мало площу 3,56 км², з яких 3,54 км² — суходіл та 0,02 км² — водойми.

## Демографія
Згідно з переписом 2010 року, у місті мешкало 1396 осіб у 567 домогосподарствах у складі 351 родини. Густота населення становила 392 особи/км².  Було 701 помешкання (197/км²).
Расовий склад населення:
| - 95,5 % — білих - 0,4 % — корінних американців - 0,2 % — чорних або афроамериканців - 0,1 % — азіатів |

До двох чи більше рас належало 3,2 %. Частка іспаномовних становила 1,4 % від усіх жителів.
За віковим діапазоном населення розподілялося таким чином: 27,4 % — особи молодші 18 років, 55,6 % — особи у віці 18—64 років, 17,0 % — особи у віці 65 років та старші. Медіана віку мешканця становила 41,0 року. На 100 осіб жіночої статі у місті припадало 90,2 чоловіків;  на 100 жінок у віці від 18 років та старших — 87,8 чоловіків також старших 18 років.
Середній дохід на одне домашнє господарство  становив 36 521 долар США (медіана — 30 781), а середній дохід на одну сім'ю — 44 824 долари (медіана — 34 083). За межею бідності перебувало 28,1 % осіб, у тому числі 35,1 % дітей у віці до 18 років та 14,0 % осіб у віці 65 років та старших.
Цивільне працевлаштоване населення становило 442 особи. Основні галузі зайнятості: освіта, охорона здоров'я та соціальна допомога — 28,1 %, виробництво — 19,2 %, роздрібна торгівля — 10,6 %, будівництво — 7,9 %.